# Tower Power

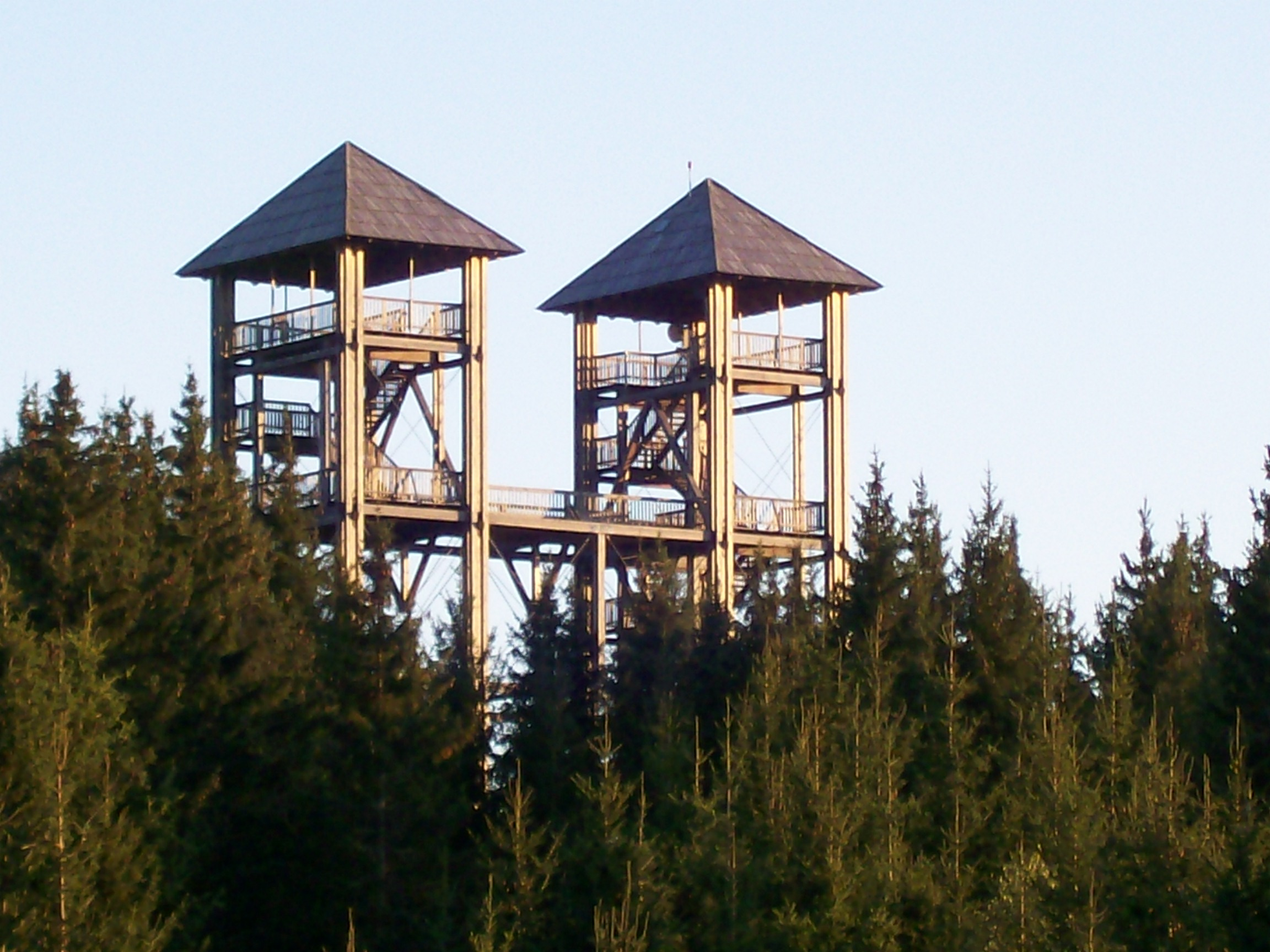
Turm im Gebirge

Tower Power ist der Name eines Alpensteiges und zweier Türme am Tremmelberg in den Seckauer Alpen. Die beiden Zwillingstürme werden auch Turm im Gebirge genannt und wurden anlässlich der steirischen Landesausstellung „Verkehr“ (1999) in Holzbauweise erbaut.
Die Form der Türme wurde den Türmen der nahegelegenen Abtei Seckau nachempfunden. Die Höhe der Türme beträgt 42 m, die oberste Plattform liegt auf 36 m. Für die Fundamente wurden 250 m³ Beton und für die Türme 300 m³ Lärchenholz verbaut.
Am Turm führt auch der Zentralalpenweg, ein österreichischer Weitwanderweg, vorbei. Weiterhin wurden ein Forstlehrpfad und ein Waldmuseum errichtet.